# (18026) Juliabaldwin
(18026) Juliabaldwin (1999 KG13) – planetoida z pasa głównego asteroid okrążająca Słońce w ciągu 3,57 lat w średniej odległości 2,33 j.a. Odkryta 18 maja 1999 roku.